# Tchabéwa Moufou
Tchabéwa Moufou est une localité du Cameroun située dans l'arrondissement de Ndoukoula, le département du Diamaré et la région de l’Extrême-Nord. Elle fait partie du canton de Zongoya.

## Population
Comme son nom l'indique, les habitants sont des Mofu. Lors du recensement de 2005, on y a dénombré 85 personnes.